# Wola Kalinowska
Wola Kalinowska – wieś w Polsce, położona w województwie małopolskim, w powiecie krakowskim, w gminie Sułoszowa.
Wieś częściowo leży w granicach Ojcowskiego Parku Narodowego. Według stanu na 31 grudnia 2020 miejscowość zamieszkuje 630 osób. We wsi znajduje się Szkoła Podstawowa im. prof. Władysława Szafera, oczyszczalnia ścieków, kaplica rzymskokatolicka pw. Miłosierdzia Bożego i remiza OSP. W 2010 roku w Woli Kalinowskiej zostały wprowadzone nazwy ulic, m.in. Jurajska, Ojcowska i Kaliski.

## Integralne części wsi
| SIMC    | Nazwa     | Rodzaj    |
| ------- | --------- | --------- |
| 0337484 | Kalinów   | część wsi |
| 0337490 | Kaliski   | część wsi |
| 0337509 | Kapkazy   | część wsi |
| 0337515 | Młynnik   | część wsi |
| 0337521 | Młyny     | część wsi |
| 0337538 | Skałka    | część wsi |
| 0337544 | Słoneczna | część wsi |

## Historia
Pierwsze ślady obecności człowieka neandertalskiego w pobliskiej Jaskini Ciemnej w Dolinie Prądnika datowane są na ok. 120 000 lat temu (kultura prądnicko-mikocka). Około 40 000 lat temu na teren Doliny Prądnika (Jaskinia Koziarnia) oraz Doliny Będkowskiej (Jaskinia Nietoperzowa) przybywają przedstawiciele człowieka myślącego reprezentującego kulturę jerzmanowicką. Dobry dostęp do pożywienia (bliskość rzek, wiele lasów) i surowców naturalnych (np. krzemień), możliwość zamieszkania lub schronienia w okolicznych jaskiniach i schroniskach skalnych spowodowały, że okolice Krakowa były licznie zamieszkane.
Pierwsze wzmianki o miejscowości pochodzą z 1381 lub 1392 roku. Wspominał o niej również Jan Długosz w XV wieku. Wola była elementem klucza dóbr, składającego się z zamku w Pieskowej Skale i kilku okolicznych wsi. Klucz pieskoskalski od XIV w. do XIX w. był własnością rodów: Szafrańców, Zebrzydowskich i Wielopolskich.
W 1595 roku wieś Wola położona w powiecie proszowskim województwa krakowskiego była własnością wojskiego krakowskiego Stanisława Szafrańca.
Zmiany przynależności terytorialnej Woli Kalinowskiej:
- VI-IX w.: plemię Wiślan,
- 999–1338:  Polska,
- 1138–1320:  Polska, (dzielnica senioralna),
- 1320–1386:  Królestwo Polskie, (województwo krakowskie),
- 1386–1569:  Korona Królestwa Polskiego, (województwo krakowskie),
- 1569–1795:  I Rzeczpospolita (Korona Królestwa Polskiego, województwo krakowskie),
- 1795–1810:  Austria,
- 1810–1815:  Księstwo Warszawskie, (departament krakowski, powiat olkuski),
- 1815–1832:  Królestwo Polskie, (województwo krakowskie),
- 1832–1917:  Imperium Rosyjskie, (Królestwo Polskie, lata 1837–1841: gubernia krakowska, lata 1841–1844 i 1867–1917: gubernia kielecka, lata 1844–1867: gubernia radomska),
- 1917–1918:  Królestwo Polskie,
- 1918–1939:  Polska (województwo kieleckie, powiat olkuski),
- 1939–1945:  III Rzesza (Generalne Gubernatorstwo, dystrykt krakowski),
- 1945–nadal:  Polska (lata 1946–1975: województwo krakowskie, powiat olkuski, lata 1975–1998: województwo krakowskie, od 1999 roku: województwo małopolskie, powiat krakowski).